# When My Sugar Walks Down the Street
When My Sugar Walks Down the Street (All the Little Birdies Go Tweet, Tweet, Tweet) ist ein Popsong, den Jimmy McHugh (Musik), Irving Mills und Gene Austin (Text) verfassten und 1924 veröffentlichten. Es war Jimmy McHughs erster Hit.

## Hintergrund

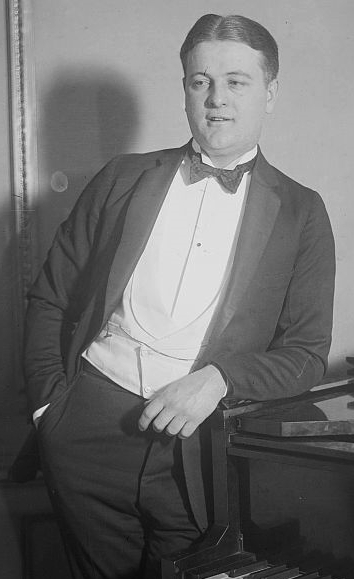
Gene Austin (um 1920)

Der Liedtext des Popsongs stammt wahrscheinlich allein von Irving Mills, der dem bis dato unbekannten Sänger Gene Austin auf diese Weise die Urheberrechte als Coautor zukommen ließ. Mills’ Musikverlag hatte den Sänger dazu angeheuert, eine Demo-Aufnahme für Victor Records einzuspielen. Nat Shilkret, der die Session überwachte, mochte seine Stimme und brachte ihn darauf mit Aileen Stanley, einer der damaligen Top-Sängerinnen des Plattenlabels, zusammen. Austin war jedoch nicht damit einverstanden, bei der erneuten Plattenaufnahme des Songs lediglich Tweet-tweet-tweet zu singen. Nachdem der Sänger sich halbwegs durchgesetzt hatte (er bestritt den hinteren Teil der Aufnahme), beförderte der am 30. Januar 1925 aufgenommene Song (Victor 19585) Gene Austins Karriere (er erreichte #3 der US-Charts) und machte ihn in den Vereinigten Staaten zum bekanntesten Crooner der Zeit vor Bing Crosby.

## Erste Aufnahmen und spätere Coverversionen
Zu den Musikern, die den Song ab 1924 coverten, gehörten Warner’s Seven Aces (Columbia), das Regent Dance Orchestra, The Two Gilberts, Fred Weaver, Bix Beiderbecke & das Wolverine Orchestra (Gennett), Red McKenzie's Candy Kids (Vocalion, mit Eddie Lang), Johnny DeDroit (OKeh), Hazay Natzy (Pathé) und Clara Smith (Columbia). Joe Frisco trat mit dem Song in dem Vitaphone-Soundie The Benefit auf.
Der Diskograf Tom Lord listet im Bereich des Jazz insgesamt 138 (Stand 2015) Coverversionen, u. a. von Duke Ellington/Ivie Anderson (1938), Wingy Manone, Ella Fitzgerald (1941), Eddie Condon (1944), Red Nichols (1945), Sy Oliver (1949), Bob Crosby (1950), Oscar Peterson (1954), Connee Boswell & The Original Memphis Five (1956), Ella Mae Morse, Peggy Lee (1957), Ruby Braff, Teresa Brewer (1958), Johnny Dankworth (1961), Jonah Jones (1966) und Brian Lemon (1970). In späteren Jahren wurde der Titel zu einem beliebten Standard zahlreicher Dixieland-Bands. Auch Popsänger und -Bands wie The Four Aces, die Quintones, Judy Garland, Nat King Cole, The Ink Spots und Johnny Mathis coverten den Song. Der Pianist des Bel-Air-Hotels in Hollywood spielte den Titel immer dann, wenn der Boxer Sugar Ray Robinson die Bar betrat.